# Oddział Propagandy Północ
Oddział Propagandy „Północ” (niem. Propagandaabteilung „Nord”) – niemiecki okupacyjny organ propagandowy w północno-zachodniej części ZSRR podczas II wojny światowej.

## Historia
W celu ideologicznego oddziaływania na ludność okupowanych przez Niemców terenów obwodu leningradzkiego zostały powołane szeroko rozwinięte struktury propagandowe. W ramach sztabu 16 Armii należącej do Grupy Armii „Północ” utworzono Oddział Propagandy „Północ”, podporządkowany dowódcy tyłów. Stacjonował on w Rydze. Na jego czele stał Sonderführer Knoth, będący profesjonalnym dziennikarzem, którego we wrześniu 1944 roku zmienił dotychczasowy zastępca por. Bald. W poszczególnych związkach taktycznych działały tzw. kompanie propagandowe. Oddział Propagandy „Północ” miał za zadanie propagować wśród miejscowej ludności cywilnej idee narodowego socjalizmu, antykomunizmu i antysemityzmu oraz wychwalać warunki życia w III Rzeszy i „nowy porządek”, który Niemcy ustanowili w Europie. Działalność propagandowa była też skierowana na obszary przyfrontowe i bliskie tyły Armii Czerwonej. 
Oddział Propagandy „Północ” miał kilka grup specjalnych (nazywanych też oddziałami):
- Grupa Aktywnej Propagandy (Gruppe Aktiv-Propaganda) – w jej skład wchodzili rosyjscy kolaboranci, po ukończeniu specjalnych kursów propagandowych w szkole propagandystów ROA w Dabendorfie pod Berlinem, którzy prowadzili wśród żołnierzy Rosyjskiej Armii Wyzwoleńczej antysowieckie wykłady, a także prowadzili propagandę w okupowanych miejscowościach i wsiach oraz na przedniej linii frontu za pomocą broszur, listów, plakatów, ulotek i organizowania wystaw, na czele Grupy stał Sonderführer Lazotta,
- Grupa Prasowa (Gruppe Presse) – zajmująca się wydawaniem kolaboracyjnych gazet „Правда”, „За родину”, „Северное Слово” i „Двинский вестник” oraz czasopism „Новый путь, „Вольный пахарь” i „Новый шлях” (po białorusku),
- Grupa Wydawnicza (Gruppe Schrifttum) – mająca za zadanie wydawanie książek o charakterze antysowieckim, pod kierownictwem Sonderführera Holznera,
- Grupa Kultury (Gruppe Kultur) – składająca się z artystów, tancerzy i muzyków, występujących z koncertami i przedstawieniami teatralnymi na okupowanych terenach,
- Grupa Filmowa (Gruppe Film) – organizowała wyświetlanie niemieckich filmów propagandowych,
- Grupa Fotoreporterska (Gruppe Bildpresse) – w jej skład wchodzili fotoreporterzy.

Pod koniec 1943 roku utworzono ponadto grupę pod nazwą „Centralne Biuro Adresowe”, którego zadaniem było wyszukiwanie członków rodzin ewakuowanych lub wywiezionych do Niemiec.
Oddział Propagandy „Północ” kontrolował i nadzorował wszystkie przejawy życia kulturalnego na obszarze okupowanego obwodu leningradzkiego, poza sprawami religijnymi. W wydawanych gazetach, listach, na ulotkach itp. Niemcy zamieszczali komunikaty wojenne najwyższego dowództwa niemieckich sił zbrojnych i komentarze do nich, napisane w taki sposób, aby nawet klęski przedstawiać jako zwycięstwa lub przynajmniej przejściowe kłopoty, sfabrykowane teksty o dowództwie wojskowym Armii Czerwonej i przywódcach politycznych ZSRR, czy artykuły dyskredytujące sowiecki sposób życia. Książki były publikowane bez podawania autora lub autorów oraz miejsca i daty wydania.
W związku z ofensywą sowiecką Oddział Propagandy „Północ” ewakuował się 17 września 1944 roku z Tallinna do Gdańska, a stamtąd do Torgelowa, gdzie przez miesiąc prowadzono prace nad wznowieniem wydawania antysowieckich gazet. Ponieważ jednak do tego ostatecznie nie doszło, oddział został rozwiązany, zaś jego niemieccy pracownicy zostali skierowani do służby w innych organach propagandowych i obozach jenieckich, a kolaboranci w strukturach propagandowych nowo formowanych Sił Zbrojnych Komitetu Wyzwolenia Narodów Rosji i Komitetu Wyzwolenia Narodów Rosji.